# リトルフット 赤ちゃん恐竜の大冒険
『リトルフット 赤ちゃん恐竜の大冒険』（リトルフットあかちゃんきょうりゅうのだいぼうけん、原題：The Land Before Time II: The Great Valley Adventure）は、1994年にアメリカで製作されたOVAである。監督はロイ・アレン・スミス。リトルフットシリーズ2作目。
日本では、1996年10月23日にリリース。元々はビデオに、名前、『リトルフット2』の下でリリースされた。

## キャスト
| 役名                     | キャスト               | 日本語吹替           |
| ------------------------ | ---------------------- | -------------------- |
| リトルフット             | スコット・マカフィー   | 高山みなみ           |
| セラ                     | キャンディス・ハトスン | 松本梨香             |
| ダッキー                 | ヘザー・ホーガン       | こおろぎさとみ       |
| ピートリー               | ジェフ・ベネット       | 三ツ矢雄二           |
| オジー                   | ジェフ・ベネット       |                      |
| スパイク                 | ロブ・ポールセン       |                      |
| チャンパー               | ロブ・ポールセン       | 大谷育江             |
| ストラット               | ロブ・ポールセン       | 梅津秀行             |
| リトルフットのおじいさん | ケネス・マーズ         | 内田稔               |
| リトルフットのおばあさん | リンダ・ゲイリー       | 翠準子               |
| ピートリーのママ         | トレス・マクニール     | 高乃麗               |
| ダッキーとスパイクのママ | トレス・マクニール     |                      |
| マイアサウラ             | トレス・マクニール     |                      |
| ナレーター               | ジョン・イングル       | 渡部猛               |
| セラのパパ               | ジョン・イングル       | 宝亀克寿             |
| チャンパーのママ         | フランク・ウェルカー   | フランク・ウェルカー |
| チャンパーのパパ         | フランク・ウェルカー   | フランク・ウェルカー |